# Ford Model Y
Ford Model Y — автомобиль компании Ford, специально созданный для продажи вне Соединённых Штатов, для распространения в Великобритании. Машина оснащена двигателем Ford Sidevalve объёмом 933 см³.

## Распространение
Выпускался в Англии с 1932 по сентябрь 1937, во Франции (был известен как Ford 6 CV) с 1932 по 1934, в Германии как Ford Köln с 1933 по 1936 годы. Небольшое количество было собрано в Австралии, Японии, Латвии (Ford Junior) и Испании (Ford Forito).
В период с 1932 по 1933 год было произведено 34 000 автомобилей, 136 000 произведено в 1933—1937 годах.
Около 17000 Ford Model Y были изготовлены в Англии, а порядка 11000 автомобилей на основе 4/21PS Ford 'Köln' произведены на заводе в Кёльне в Германии в период между 1933 и 1936 годами. Эта модель также была известна как Ford Junior, главным образом в Скандинавии, и Baby Ford, в основном в Ирландии. Сегодня известно около 1300 автомобилей марок Ford Y и Ford Model C, сохранившихся до наших дней.

## Разновидности модели
Этот небольшой автомобиль был доступен в двух (Тудор) и четырёхдверном (Фордор) варианте. В июне 1935 2-дверная модель была единственной полностью укомплектованной моделью, продаваемой за 100 фунтов стерлингов в Британии, и эта цена продержалась до июля 1937 года.
За первые 14 месяцев была подготовлена оригинальная модель с короткой решеткой радиатора, ставшая известной как «short rad». После этого, в октябре 1933, была подготовлена модель «long rad», с увеличенной решеткой радиатора и передним бампером, выполненным в характерном стиле падения. Постепенное повышение эффективности производства, а также за счет упрощения дизайна кузова, стоимость модели 'Y' была сокращена до 100 фунтов стерлингов, что сделало её самым дешевым 4-местным автомобилем. Кроме моделей с 2 и 4 дверями выпускались также разновидности с откидной и фиксированной крышей.
Позже было налажено производство вэнов на базе этой модели, которые оказалась привлекательны для предприятий малого бизнеса.

## Галерея

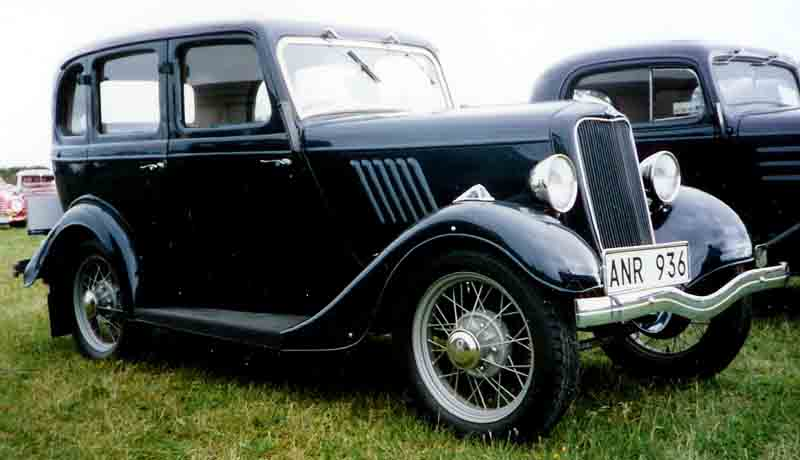
Ford Model Y Fordor (1934)
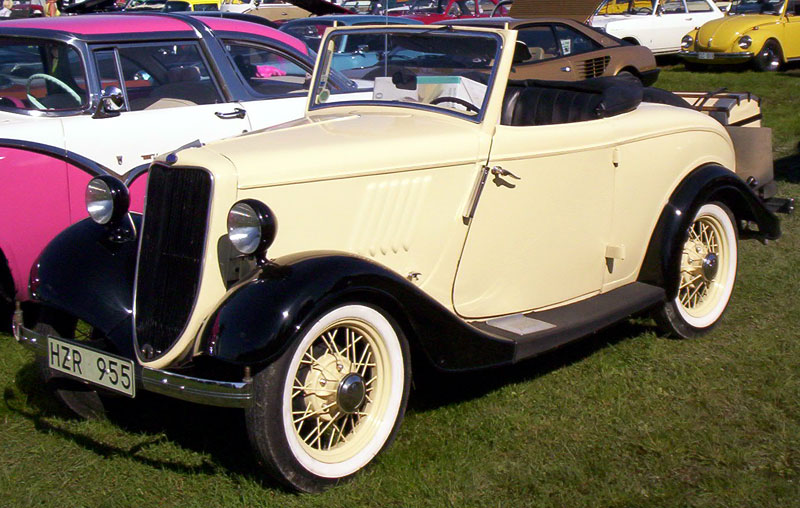
Ford Model Y roadster (1935)
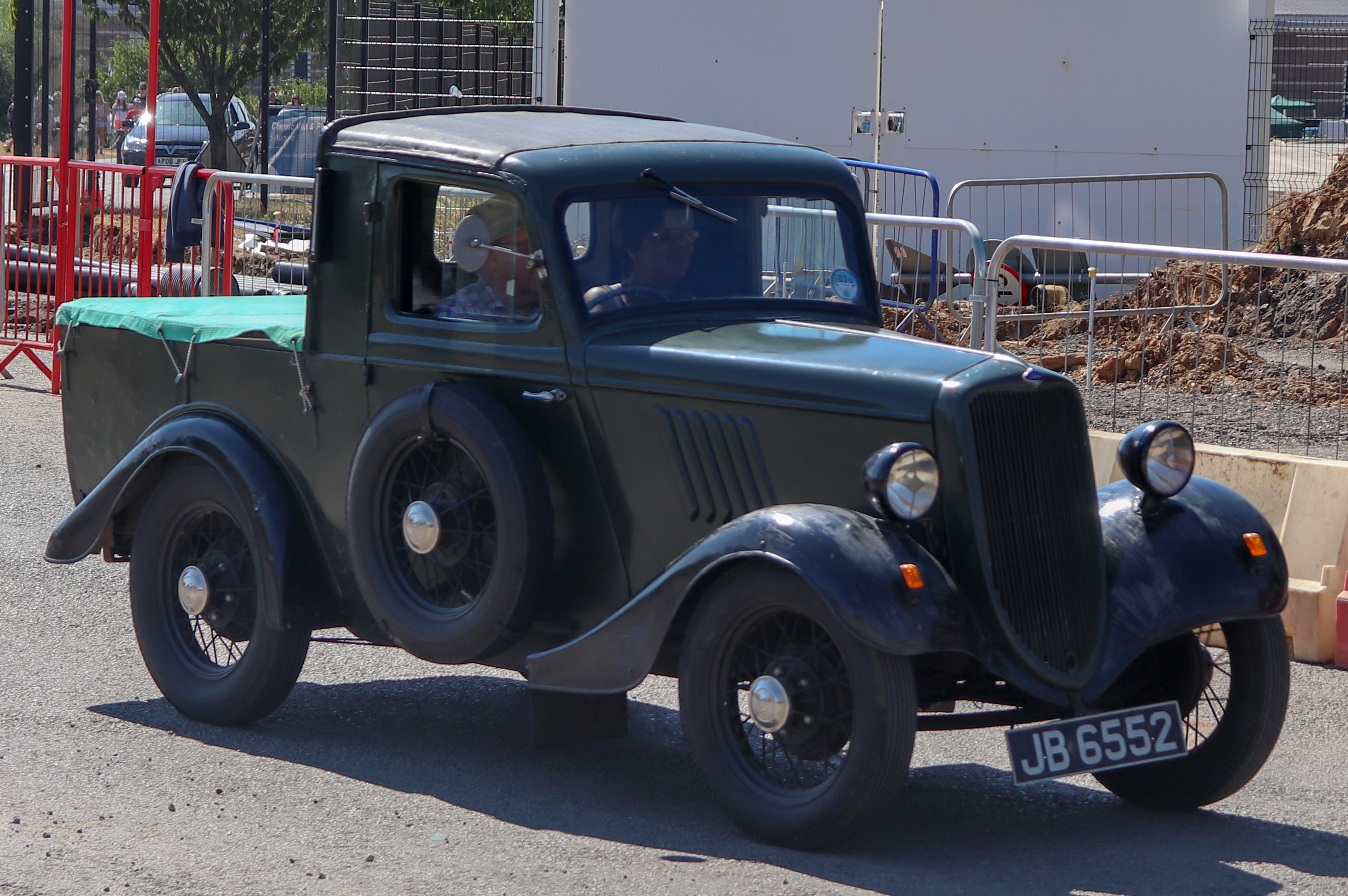
Ford Model Y pick-up (1935)